# Turó dels Pins Verds
El Turó dels Pins Verds és una muntanya de 623 metres que es troba al municipi de Mediona, a la comarca de l'Alt Penedès.